# All the Way Home (film)
Pour les articles homonymes, voir All the Way Home.
Pour plus de détails, voir Fiche technique et Distribution.
All the Way Home est un film américain réalisé par Alex Segal et sorti en 1963.

## Synopsis
Au début des années 1900 dans le Tennessee, une famille subit la mort accidentelle du père. La veuve et son jeune fils se relèvent douloureusement de ce drame.

## Fiche technique
- Réalisation : Alex Segal
- Scénario : Philip H. Reisman Jr. d'après la pièce de Tad Mosel (en) et la nouvelle A Death in the Family de James Agee
- Producteur : David Susskind
- Société de production : Paramount Pictures
- Lieu de tournage : Knoxville, Tennessee
- Image : Boris Kaufman
- Musique : Bernard Green
- Durée : 97 minutes
- Date de sortie : 17 octobre 1963

## Distribution
- Jean Simmons : Mary Follet
- Robert Preston : Jay Follett
- Pat Hingle : Ralph Follet
- Aline MacMahon : Aunt Hannah
- Thomas Chalmers : Joel
- John Cullum : Andrew
- Helen Carew : mère de Mary
- Ronnie Claire Edwards : Sally
- John Henry Faulk : Walter Starr
- Mary Perry : Sadie
- Georgia Simmons : Jessie
- Lylah Tiffany : Grand-mère
- Edwin Wolfe : John Henry
- Michael Kearney : Rufus Follet